# バニラ (ROSSOの曲)
『バニラ』は、ROSSOの2枚目のシングル。2005年2月2日、ユニバーサルミュージック / アイランド・レコードより発売。

## 解説
2作目のアルバム『Dirty Karat』の発売から約2ヶ月後に発売。本作収録曲は表題曲含めすべてアルバム未収録。収録曲「ブランコ」は『Dirty Karat』収録曲「人殺し」にチバユウスケが歌詞をつけ足し、バンドアレンジを施したもの。収録曲のうち「バニラ」、「シリウス」は同年11月に発売されたライブ・アルバム『ダイヤモンドダストが降った夜』に収録された。

## 収録曲
全作詞：チバユウスケ 作曲・編曲：ROSSO
1. バニラ (6:19)
2. ブランコ (5:35)
3. シリウス (5:10)
4. 野生にかえったラム（Instrumental） (5:52)